# Argon (elfo)
Argon (que significa «valor real» o «valor de rey» en sindarin) es un personaje ficticio que pertenece al legendarium creado por el escritor británico J. R. R. Tolkien y que aparece solamente en Los pueblos de la Tierra Media, el último volumen de la colección de textos publicada por Christopher Tolkien bajo el nombre La historia de la Tierra Media. Es un elfo, príncipe del clan Noldor, tercer hijo de Fingolfin y Anairë y hermano de Fingon, Turgon y Aredhel.

## Descripción
J. R. R. Tolkien le describe como el más alto de los cuatro hermanos y también el más enérgico. No tenía mujer ni hijos cuando murió.

### Árbol genealógico
|        |        |        |        | Finwë  | Finwë  | Finwë | Finwë | Finwë     | Finwë     |           |           | Indis     | Indis     | Indis | Indis | Indis  | Indis  |        |        |        |        |  |  |          |          |          |          |          |          |  |  |  |  |  |  |  |  |
|        |        |        |        | Finwë  | Finwë  | Finwë | Finwë | Finwë     | Finwë     |           |           | Indis     | Indis     | Indis | Indis | Indis  | Indis  |        |        |        |        |  |  |          |          |          |          |          |          |  |  |  |  |  |  |  |  |
|        |        |        |        |        |        |       |       |           |           |           |           |           |           |       |       |        |        |        |        |        |        |  |  |          |          |          |          |          |          |  |  |  |  |  |  |  |  |
|        |        |        |        |        |        |       |       |           |           |           |           |           |           |       |       |        |        |        |        |        |        |  |  |          |          |          |          |          |          |  |  |  |  |  |  |  |  |
|        |        |        |        |        |        |       |       | Fingolfin | Fingolfin | Fingolfin | Fingolfin | Fingolfin | Fingolfin |       |       | Anairë | Anairë | Anairë | Anairë | Anairë | Anairë |  |  | Finarfin | Finarfin | Finarfin | Finarfin | Finarfin | Finarfin |  |  |  |  |  |  |  |  |
|        |        |        |        |        |        |       |       | Fingolfin | Fingolfin | Fingolfin | Fingolfin | Fingolfin | Fingolfin |       |       | Anairë | Anairë | Anairë | Anairë | Anairë | Anairë |  |  | Finarfin | Finarfin | Finarfin | Finarfin | Finarfin | Finarfin |  |  |  |  |  |  |  |  |
|        |        |        |        |        |        |       |       |           |           |           |           |           |           |       |       |        |        |        |        |        |        |  |  |          |          |          |          |          |          |  |  |  |  |  |  |  |  |
|        |        |        |        |        |        |       |       |           |           |           |           |           |           |       |       |        |        |        |        |        |        |  |  |          |          |          |          |          |          |  |  |  |  |  |  |  |  |
|        |        |        |        |        |        |       |       |           |           |           |           |           |           |       |       |        |        |        |        |        |        |  |  |          |          |          |          |          |          |  |  |  |  |  |  |  |  |
| Fingon | Fingon | Fingon | Fingon | Fingon | Fingon |       |       | Turgon    | Turgon    | Turgon    | Turgon    | Turgon    | Turgon    |       |       | Argon  | Argon  | Argon  | Argon  | Argon  | Argon  |  |  | Aredhel  | Aredhel  | Aredhel  | Aredhel  | Aredhel  | Aredhel  |  |  |  |  |  |  |  |  |

### Etimología y otros nombres
Argon es un nombre compuesto en la lengua élfica sindarin y que puede traducirse como «valor real» o «valor de rey»:
- Ar-: deriva de aran, que significa «rey» o relativo a la realeza.
- -gon: deriva de gorn («valor»).

Este nombre sería por el cual le recordaría su pueblo en Beleriand debido al valor que demostró en la batalla. No obstante, su verdadero nombre era Arakáno («comandante del rey» en quenya), igual que el nombre de nacimiento de su padre Fingolfin.

## Historia
A finales de las Edades de los Árboles, cuando los Noldor llegaron a la Tierra Media tras exiliarse, tuvo lugar la batalla del Lammoth, la primera batalla librada por los elfos contra los orcos de Morgoth. A pesar de que su ejército se vio obligado a retroceder, Argon se adentró entre las filas enemigas y mató a su capitán; no obstante, para entonces se encontró rodeado de orcos y ya no pudo salir.

## Creación y evolución
En ningún texto de J. R. R. Tolkien aparece nada sobre la historia de Argon hasta la llegada de los Noldor a la Tierra Media y lo poco que escribió el autor sobre él no fue incluido en la novela El Silmarillion. 
Argon surgió cuando J. R. R. Tolkien se encontraba componiendo las genealogías de los Noldor y le incluyó en un ensayo escrito en 1968 que trata sobre la escritura feanoriana y donde se analizan los nombres propios de los elfos de la casa de Finwë, el abuelo de Argon. Dicho texto carecía de título, pero Christopher Tolkien lo llamó «La marca de Fëanor» y lo incluyó en Los pueblos de la Tierra Media. En un principio, J. R. R. Tolkien hizo que Argon muriera en la matanza de Alqualondë, ya que en la historia de los Anales Grises el ejército de Fingolfin avanzaba libremente y no se topó con ningún enemigo; no obstante, posteriormente prefirió que muriera en Lammoth.